# La Bicha
Laura Guillen Romero «La Bicha» (Palafrugell, 7 d'abril de 1977) és una balladora de flamenc i percussionista de caixó. També fa classes de flamenc.
Va començar els seus primers passos artístics des de molt jove. Es va formar a les ciutats de Barcelona, Sevilla i Madrid amb alguns destacats mestres de la dansa flamencaː Farruquito, Belén Maya, Juana Amaya, Yolanda Heredia, Rafaela Carrasco, Manuel Núñez, Isabel Bayón, Alicia Márquez...
Va rebre el nom de «La Bicha» després de col·laborar amb les Desmaskaradas, una banda de música critica i d'humor, formada majoritàriament per dones. Van gravar també Palos flamencos pa los punks. Més endavant la Compañia Flamenco Joven va anunciar que Laura «La Bicha» a l'espectacle fet a la sala Tarantos de Barcelona. Va començar estudis de magisteri musical, també dansa contemporània i ballet a Àrea, Espiral, C.A.T..
Ha actuat en diverses sales i festivals d'Espanya i Europa. L'any 1999 va actuar a Palafrugell a l'espectacle musical Espai Zero.
L'any 2010 va crear l'espectacle Mi flamenco, amb el ballet Flamenkerias, format per tres bailaoras i un bailaor. Hi van crear fusions amb el tango argentí, la salsa i també amb la música tradicional àrab. Manté aquest espectacle paral·lelament amb Flamenqueando, on hi torna a introduir la musica en directe amb tres ballarins i cinc musics. El 2020 va presentar el projecte «Black Flamenco», un homenatge a la música negra des de la perspectiva flamenca.
Entre els anys 2007 al 2013 va participar en els discs del grup Calima: Azul, Tierra, Solo volar i Lumbre i en la filmació dels videoclips: «Sueña», «Calima», «Maita terra», «Destino» i «Sabores» del grup Calima.